# 도미니카 페소
페소(스페인어: peso)는 도미니카 공화국의 통화로 1 페소는 100 센타보(centavos)로 나뉜다. 1, 5, 10, 25 페소 동전과 50, 100, 200, 500, 1000, 2000 페소 지폐가 통용된다.